# بایرام شیت
بایرام شیت (ترکی استانبولی: Bayram Şit؛ ۱۹۳۰ – ۲۹ مه ۲۰۱۹) کشتی‌گیر آزاد اهل ترکیه بود.
وی در مسابقات کشوری و بین‌المللی در مجموع برندهٔ ۲ مدال طلا، ۱ مدال نقره شده‌است.